# 大型小皮傘
大型小皮傘，分布於台灣，中國與日本地區，屬皮傘屬，色通常為淡褐色，大小為小皮傘之冠。傘蓋達四至六公分寬。另外，該種野菇也是上述地區偶見木棲腐生菇類之一種，生長於該地區春至秋季的低海拔林區，數天生，肉質堅韌，可食用。